# Ingegneria tissutale

L'ingegneria tissutale è il settore terapeutico interdisciplinare che si pone l'obiettivo di soddisfare le esigenze mediche legate a tessuti e organi ricreandoli, ingegnerizzandoli o favorendone la riparazione (nel caso siano danneggiati, stimolando gli auto-meccanismi di riparazione dell'organismo); ristabilendo, ricreando o migliorando, quindi, le loro originarie funzioni biologiche. 

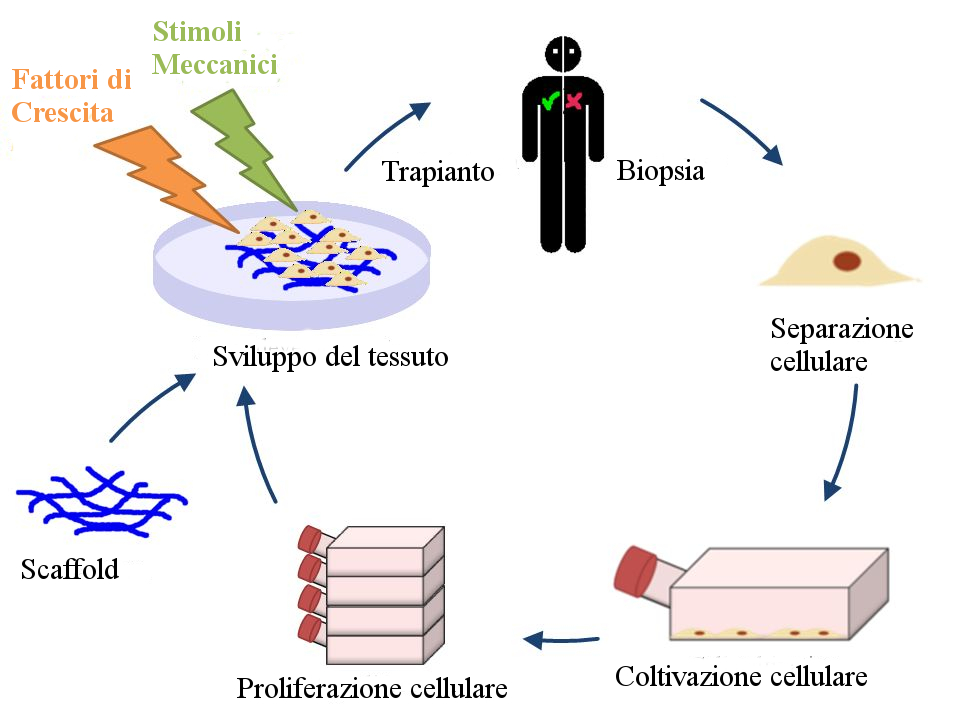
Ciclo esplicativo dell'ingegneria tissutale

Essa rappresenta anche uno degli strumenti utilizzati dalla medicina rigenerativa.
L'ingegneria tissutale, inoltre, studia la progettazione e la realizzazione di bioreattori dove vengono prodotti organi e tessuti, partendo dall'inseminazione di cellule in opportuni scaffold; ovvero delle impalcature tridimensionali, di varia natura, che sostengono l'architettura cellulare.
Gli scaffold, che in genere sono in materiale nanocomposito polimerico biocompatibile, sono ingegnerizzati al fine di permettere una miglior adesione, crescita, differenziazione e diffusione cellulare; definendo la forma finale dell'organo o tessuto da rigenerare. 
Nell'ultimo decennio si è posta particolare attenzione allo sviluppo di scaffold tridimensionali, bioreattori e dispositivi organ-on-chip.

## Storia
Il termine ingegneria tissutale compare attorno agli anni settanta del secolo scorso inteso unicamente come manipolazione di tessuti e organi; in seguito il termine assume la moderna accezione, ovvero viene definito come quel campo interdisciplinare che applica i principi e i metodi dell'ingegneria e delle scienze della vita al fine di sviluppare dei sostituti biologici per il mantenimento, la riparazione, la sostituzione o il potenziamento funzionale di tessuti biologici o interi organi.
Nel 1994 venne costituita a Boston la società di ingegneria tissutale il cui acronimo era TES (Tissue Engineering Society), inoltre venne fondata la rivista specialistica “Tissue engineering” (i.e. ingegneria tissutale). 
La TES si trasformò in seguito in TESI (Tissue Engineering Society International) ed infine, un decennio dopo (2005) dall'unione di quest'ultima con altre società di ingegneria tissutale, quali quella europea (ETES: European Tissue Engineering Society) e varie omologhe asiatiche, nacque la società TERMIS (Tissue Engineering and Regenerative Medicine International Society), comprendendo oltre all'ingegneria tissutale anche il settore della medicina rigenerativa.
L'ingegneria tissutale ottenne una grande popolarità nonché scalpore, grazie al servizio televisivo della BBC del 1997, nel quale si dimostrava la possibilità di ingegnerizzare il tessuto cartilagineo mostrando ai telespettatori un topo con un orecchio umano innestato sulla sua schiena, chiamato Auricolosauro creato da due fratelli ricercatori Charles e Joseph Vacanti, di famiglia con origini siciliane.
Il futuro di questo settore dell'ingegneria e della medicina è quello, tramite l'utilizzo di nuove tecnologie e materiali, di rigenerare o sostituire tessuti e organi danneggiati o compromessi da patologie, malattie o traumi.

## Biomimesi della matrice extracellulare
Nei tessuti naturali le cellule sono immerse in una matrice extracellulare (ECM: extracellular matrix) caratterizzata da una struttura di nanofibre naturali gerarchicamente organizzate a formare un network polimerico. Tramite le interazioni che si generano tra le nanofibre e le cellule, la ECM:
- Sostiene l'intera architettura cellulare e determina, quindi, la morfologia del tessuto;

- influisce sul comportamento delle cellule (proliferazione, differenziazione e migrazione) attraverso stimoli biomeccanici, il legame con fattori di crescita ed interazioni con i recettori superficiali delle cellule[10];

- influisce sulle proprietà meccaniche (resistenza a compressione e a trazione, elasticità…) dei diversi tessuti e organi.[10]

La matrice extracellulare naturale è costituita da tre classi di biomolecole:
- proteine fibrose strutturali come collagene fibrillare (in particolare del tipo I, II e III) ed elastina: il collagene impartisce integrità strutturale e resistenza ai tessuti, mentre l'elastina ne aumenta le proprietà elastiche
- proteoglicani (molecole proteiche che si formano dall'unione di glicosamminoglicani (GAGs: polisaccaridi a catena non ramificata) con proteine dell'ECM): permettono di legare e immagazzinare i fattori di crescita all'interno dell'ECM;
- polisaccaridi non-proteoglicani: un esempio è l'acido ialuronico che impartisce resistenza a compressione ai tessuti grazie alla sua capacità di rigonfiarsi in presenza di acqua.[11]

Il successo nella rigenerazione di tessuti dipende dalla capacità di produrre e ingegnerizzare materiali biomimetici che simulino la complessità e le funzionalità della ECM ricreando un ambiente che supporti e regoli le funzioni cellulari necessarie alla sintesi dei diversi tessuti.
Nell’ambito della rigenerazione tissutale si ricorre all’utilizzo di scaffold, strutture artificiali in grado di imitare le caratteristiche della ECM naturale del tessuto che si è interessati a crescere. Essendo i costituenti della ECM di dimensione nanometrica (il diametro delle proteine strutturali è compreso tra i 50 e i 500 nm) le nanotecnologie rivestono un ruolo centrale nella produzione di scaffold.
Ciascun tessuto è caratterizzato da una ECM avente composizione, struttura e proprietà biochimiche e meccaniche differenti per cui risulta necessaria la realizzazione di scaffold appositamente studiati per ciascun specifico tessuto. Lo scaffold deve essere biocompatibile, possedere la corretta porosità e interconnetività e degradare nei tempi giusti in modo da interagire in maniera ottimale con le cellule del tessuto.

### Biocompatibilità e tossicità nell'ingegneria tissutale
Il potenziale impiego di nanomateriali e nanocompositi (in particolare quelli avente una matrice polimerica) in ambito biomedico, rende necessaria la valutazione della biocompatibiltà e l'eventuale tossicità di questi materiali nei confronti dei sistemi biologici viventi con cui entreranno in contatto.
La biocompatibilità è definita come l'abilità di un materiale di operare in una specifica situazione con l'appropriata reazione dell'ambiente ospitante. Il materiale deve cioè determinare una favorevole reazione del corpo alla sua presenza e contemporaneamente non deve causare lo sviluppo di una reazione avversa.
Per tossicità si intende, invece, la capacità di una sostanza, a determinate dosi o concentrazioni, di provocare danni e rischi anche gravi, acuti o cronici a carico degli organismi viventi ai quali sia stata somministrata o che siano venuti in contatto con essa.
Risulta, quindi, estremamente importante valutare la risposta specifica di cellule e tessuti (sotto condizione di esposizione acuta o cronica e a dosi farmacologiche o tossicologiche) ad ogni materiale candidato tramite test:
- in vivo utilizzando modelli animali;

- in vitro tramite test di:
  - citocompatibilità: permette di stabilire la citotossicità di un materiale, valutando se l'interazione con il biomateriale provoca la morte o alterazioni negative delle cellule;
  - emocompatibilità: permette di stabilire il grado di coagulazione del sangue sui biomateriali o sui dispositivi che entrano in contatto con il sangue[10].

Tali analisi dovrebbero essere un passaggio preliminare per lo sviluppo di qualsiasi materiale avente impiego biomedico.

#### Biocompatibilità e tossicità di nanomateriali
La biocompatibilità ed eventuale tossicità dei nanomateriali dipende da vari fattori: composizione, dimensione, concentrazione, forma, stato di aggregazione, reattività e carica superficiale, potenziali di attrazione elettrostatica, metodi di sintesi e modificazione.
Per poter stabilire la quantità di nanomateriale che un organismo può assumere, bisogna tener conto di fattori quali la potenziale tossicità, il metabolismo, la stabilità, i meccanismi di smaltimento e l'accumulo in vivo.
Le modalità e le tempistiche in cui avviene il contatto con il nanomateriale risultano essere parametri importanti per la valutazione della loro compatibilità e tossicità.
I nanomateriali possono penetrare all'interno di un organismo vivente tramite:
- inalazione (fattori determinanti: dimensione, forma, carica superficiale e stato aggregazionale);

- ingestione (fattori determinanti: dimensione, forma e composizione);

- attraverso l'epidermide (fattori determinanti: dimensione)[10].

La risposta delle cellule all'esposizione è molto varia e dipende dalla natura del nanomateriale, dalla tipologia delle cellule interessate e dalle condizioni di esposizione.
Gli effetti citotossici e biologici dati da un accumulo nel tempo, a seguito di una somministrazione, sono di difficile valutazione; infatti le tecniche utilizzate in vitro sono poco efficacemente replicabili in vivo (microscopia elettronica o a forza atomica) e questo vale anche per le tecniche di marcatura (radioattiva, fluorescente o chimica). 

### Biomateriali
Tra i materiali maggiormente utilizzati nell'ingegneria tissutale spiccano i nanobiomateriali, ovvero una classe di materiali aventi almeno una dimensione nanometrica. La loro diffusione in questo campo deriva dall'eccezionale capacità di mimare le componenti della matrice extracellulare, ovvero di quell'impalcatura tridimensionale che sostiene l'intera architettura cellulare.
Grazie alla struttura reticolare che vanno a formare, i nanobiomateriali permettono interazioni meccaniche dirette con le cellule (in particolare con i recettori superficiali), fungono da mezzo per fornire segnali adatti a manipolare l'architettura cellulare e guidarne il comportamento. Inoltre, tale struttura reticolare favorisce l'adesione, la crescita, la proliferazione e la differenziazione delle cellule, impartendo le desiderate proprietà meccaniche, chimiche e biologiche al tessuto.
L'utilizzo ottimale di questi biomateriali potrebbe, almeno potenzialmente, permetterci di comprendere il linguaggio cellulare per “istruire” ed alterare il comportamento delle cellule nella riparazione di tessuti e nella ricostruzione di organi.
I requisiti che i biomateriali devono rispettare per l'utilizzo nell'ingegneria tissutale sono: 
- biocompatibilità
- biodegradabilità (i.e. non rendono necessarie successive operazioni atte alla loro rimozione, in quanto le parti degradate non sono tossiche per l'organismo e vengono espulse tramite le naturali vie di smaltimento)
- costo relativamente basso

I principali biomateriali naturali utilizzati nell'ambito dell'ingegneria tissutale sono: fibronectina, collagene, polipeptidi, glicosaminoglicani, idrossiapatite e alginato.
Per quanto riguarda i biomateriali sintetici, sono fortemente impiegati i nanocompositi polimero-silicato grazie alla loro biocompatibilità e all'incremento delle proprietà meccaniche ottenibili, ma non solo, molto usati sono anche PCL,PLA, PGA, PLGA.
I nanofiller più comunemente utilizzati sono invece silice, Montmorillonite naturale o modificata (Cloisite), Bentonite, Wollastonite, Laponite (un'argilla sintetica del tipo Hectorite) e vetri bioattivi (sintetici).
Come esempi di sistemi polimero-silicato si citano:
- Acido polilattico-co-glicolico (PLG) – Montmorillonite (MMT): l'aggiunta di piccole quantità di MMT aumenta la tenacità e l'elongazione del PLG dal 7% al 210% in test di trazione, a causa di un cross-linking fisico che si realizza tra polimero e nanoparticelle[15] → impiegati in suture.

- Acido poli-L-lattico (PLLA) – Montmorillonite (MMT): l'aggiunta di MMT provoca un aumento del 40% del modulo elastico dell'impalcatura (scaffold) in PLLA, un decremento della cristallinità del polimero (causa le interazioni di superficie) e quindi un aumento della sua degradazione[14]; inoltre, favorisce una maggiore integrità strutturale durante la biodegradazione del polimero, un aumento della rigidità e della trasparenza a concentrazioni e con un grado di esfoliazione di MMT maggiori[14] (→ impiegati nelle impalcature degradabili per l'ingegneria tissutale).

A seconda del tessuto da ingegnerizzare si utilizzano materiali diversi in modo tale da ottenere proprietà che più si avvicinano al corrispettivo naturale; di seguito verranno descritte le caratteristiche di diversi tessuti umani ingegnerizzabili e i materiali impiegati per la loro rigenerazione.

#### Tessuto osseo
Il tessuto osseo è un tessuto connettivo mineralizzato il cui scopo principale è il supporto strutturale del corpo (i.e. muscoli, organi, tessuti molli…), nonché permettere il movimento dello stesso e la protezione degli organi vitali; la sua matrice è un materiale nanocomposito costituito da una fase organica (proteine fibrose strutturali, principalmente collagene fibrillare del tipo I) e una fase inorganica (cristalli di idrossiapatite, la forma minerale idrossilata dell'apatite, minerale costituito da ioni calcio e ioni fosfato) che impartisce al tessuto notevole resistenza meccanica e durezza.
Nella progettazione di dispositivi protesici risulta importante l'integrazione tra il materiale sintetico e il tessuto osseo circostante; per tale motivo, nello sviluppo di biomateriali per la rigenerazione osseo-tissutale, vengono impiegati materiali nanostrutturati in quanto sono in grado di imitare sia la struttura che la composizione dell'osso naturale, favorendo l'adesione, la crescita e la proliferazione degli osteoblasti ed impartendo adeguate proprietà al tessuto.
Nella fattispecie, gli scaffold utilizzati devono possedere le seguenti caratteristiche: elevata resistenza meccanica, porosità e durezza, oltre ad un'appropriata architettura tridimensionale.
Materiali largamente usati nella produzione dello scaffold sono:
- polimeri sintetici e naturali (e.g. acido poliglicolico (PGA), acido polilattico-co-glicolico (PLGA), acido poli-L-lattico (PLLA), acido polilattico (PLA), policaprolattone (PCL), collagene…): grazie alla loro biodegradabilità e facilità di fabbricazione[18] vengono impiegati come fase organica nella sintesi di uno scaffold con struttura tridimensionale continua avente un'alta area superficiale e porosità[16];
- nanoceramici (e.g. nanocristalli di idrossiapatite, allumina e ossido di zinco): aumentano le proprietà meccaniche e osteo-conduttive, inoltre permettono di cementare tra loro le varie parti ossee[16];
- nanotubi in carbonio → la loro conduttività elettrica può essere sfruttata in substrati per dirigere e aumentare la crescita cellulare e stimolare la formazione ossea:
  - applicando una corrente alternata al substrato, nanocompositi a base di acido polilattico (PLA) e nanotubi in carbonio a singola parete hanno dimostrato un incremento della proliferazione osteoblastica del 46% e della produzione di calcio superiore al 300%[3];
  - nanotubi in carbonio funzionalizzati con fosfati sostituiscono il ruolo del collagene fibrillare del tipo I come sito di nucleazione per la deposizione e cristallizzazione dell'idrossiapatite (HAP) durante le prime fasi di formazione del tessuto osseo (dopo 14 giorni di mineralizzazione lo strato di HAP raggiunge uno spessore di 3 mm)[3];
  - l'elevato rapporto d'aspetto permetterebbe di ottenere uno scaffold con un maggior grado di allineamento delle fibre per imitare più efficacemente il tessuto osseo in vivo;
  - pur non essendo biodegradabili (il che limita il loro impiego in questo settore biomedico), i nanotubi in carbonio possono essere rapidamente rimossi dal corpo tramite le naturali vie di smaltimento dell'organismo; inoltre la loro citotossità può essere ridotta tramite una funzionalizzazione chimica superficiale[3];
- Grafene  → si sfruttano le eccezionali proprietà meccaniche. Scaffold costituiti da grafene si sono dimostrati particolarmente indicati per la rigenerazione di tessuto osseo, in quanto non solo favoriscono l’attaccamento della matrice extracellulare, ma promuovono spontaneamente il fenomeno dell’osteogenesi[19];
- Nanofibre di carbonio → sono caratterizzatei da un’elevata flessibilità e un notevole rapporto d’aspetto, il che ha notevole influenza sul comportamento delle cellule, come l’adesione, la proliferazione e la differenziazione. Inoltre, la particolare topografia della superficie molto si avvicina a quella dell’idrossiapatite e del collagene presenti nell’osso naturale. Da ciò risultano particolarmente adatti alla rigenerazione del tessuto osseo.
- nanoparticelle metalliche.
- nanotubi di biossido di titanio: si modifica la morfologia superficiale del titanio in una struttura nanometrica sulla quale l'idrossiapatite è in grado di crescere.
 Nel corpo umano la presenza in vivo di silicio permette la formazione di cartilagini e di ossa, grazie alla sua partecipazione al metabolismo cellulare; inoltre, nei tessuti connettivi può agire come agente di cross-linking[14].

Partendo da questo suo ruolo importante, si è cercato di ingegnerizzare substrati in polimeri biodegradabili in associazione a materiali nanostrutturati contenenti ossidi di silicio (e.g. silice, biovetri, Wollanstonite…).
Come esempio si citano:
- Biovetro – poli(3-idrossibutirrato) (P3HB): la presenza di biovetro determina un aumento delle proprietà meccaniche del polimero e della sua bioattività grazie alla formazione di uno strato superficiale di idrossiapatite quando il sistema è immerso in un fluido corporeo; inoltre, all'aumentare della sua concentrazione aumenta la perdita di peso e l'assorbimento di acqua da parte del sistema; il nanocomposito permette l'adesione, la proliferazione e la differenziazione di osteoblasti sulla sua superficie[14].
- Silice – chitosano: le nanostrutture in silice aumentano le proprietà meccaniche e biologiche del materiale, favorendo l'adesione e la proliferazione cellulare; inoltre, quando immerso in un fluido corporeo, il nanocomposito induce la deposizione di minerali di calcio e fosforo, indice di una bioattività in vitro → vengono utilizzati come membrane nella rigenerazione ossea[14].

#### Tessuto vescicale
Il tessuto della vescica, insieme a quello della pelle, è stato uno dei primi tessuti a venire ingegnerizzato in quanto strutturalmente sottile e relativamente semplice. 
Analogamente ai tessuti ossei e cartilaginei, anche per i tessuti molli come quello della vescica, i nanomateriali sembrano essere la migliore soluzione ingegneristica grazie alle loro proprietà (e.g. rugosità superficiale simile a quella del tessuto biologico, elevata energia superficiale rispetto ai materiali convenzionali, adsorbimento selettivo di proteine…) che permettono un aumento della velocità di rigenerazione del tessuto.
I materiali principalmente utilizzati sono nanofibre polimeriche elettrofilate che sono in grado di imitare le nanostrutture orientate che compongono il tessuto muscolare della vescica.
Gli studi attuali sono rivolti sulla ricerca di nanofibre polimeriche il più possibile biocompatibili, come ad esempio nanostrutture in acido polilattico-co-glicolico (PLGA) assieme a film di poliuretano (PU) le quali sembrano accrescere le funzioni cellulari del tessuto vescicale.

#### Tessuto epiteliale
La rigenerazione della pelle, nel caso di suturazioni di ferite o ampie zone di epidermide da sostituire (come nei casi di ustione), ha compiuto un notevole progresso grazie all'ingegneria tissutale, dove si cerca di riprodurre un tessuto con proprietà il più simile possibile all'epidermide in modo da non provocare cicatrici che limitano i movimenti, causano dolore e sono esteticamente indesiderate.
Numerosi materiali naturali come il collagene, il chitosano e la laminina vengono utilizzati come scaffold nell'ingegnerizzazione della pelle in quanto possiedono caratteristiche simili a quelle dei componenti della pelle naturale.
Sono stati studiati, inoltre, polimeri naturali e sintetici quali nanofibre di fibroina della seta, una proteina fibrosa prodotta da ragni e alcuni insetti; lo scaffold prodotto con tale materiale presenta un'elevata porosità e area specifica che sembra promuovere l'adesione e la propagazione dei cheratinociti (i.e. il tipo di cellule più abbondante nell'epidermide). 
Per quanto riguarda, invece, la medicazione di ferite, tra i materiali che suscitano maggior interesse sono le membrane di nanofibre in poliuretano (PU), le quali sembrano garantire un'ottima permeabilità all'ossigeno e un controllo sull'evaporazione dell'acqua, impedendo l'ingresso nell'organismo, tramite la ferita, di microorganismi che potrebbero produrre infezioni.

#### Tessuto nervoso
Il tessuto nervoso è il componente principale delle due parti che costituiscono il sistema nervoso negli esseri viventi più evoluti: quello centrale (formato da encefalo e midollo spinale che controlla, coordina, regola ed elabora le principali funzioni ed attività vitali) e quello periferico (formato dai gangli nervosi e dai nervi che si irradiano dal sistema nervoso centrale verso le estremità del corpo, il cui scopo è quello di ricevere e trasmettere gli stimoli sensoriali e motori interni ed esterni).
Risulta composto da due tipologie di cellule: i neuroni (che ricevono e trasmettono gli impulsi) e le cellule gliali (o neurogliali, che assistono la propagazione dell'impulso nervoso e forniscono i nutrienti ai neuroni).
Rispetto ad altri tessuti umani, quello nervoso risulta essere molto delicato e può essere danneggiato da diverse condizioni patologiche; inoltre è molto più complicato da riprodurre.
Condizione necessaria per una sua efficace riproduzione, è l'impiego di un materiale avente citocompatibilità e proprietà meccaniche (per il sostegno del tessuto) ed elettriche (per la trasmissione degli stimoli) eccellenti, in modo tale da ottenere la corretta crescita dei neuroni ed evitare l'insorgenza di infiammazioni o infezioni.
Attualmente, per la sintesi dello scaffold su cui far crescere e differenziare le cellule staminali, si utilizzano matrici polimeriche o gel polimerici biocompatibili caricate con film di nanotubi o nanofibre per cercare di riprodurre le proprietà del tessuto nervoso naturale (ovvero trasmettere segnali elettrochimici creare nuove sinapsi).
Ottimi risultati sono stati ottenuti sfruttando le proprietà elettriche di nanotubi in carbonio e film di grafene come substrati per la crescita dei neuroni.

#### Tessuto cardiaco
Questo tipo di tessuto, se soggetto a lesioni causa, ad esempio, un infarto al miocardio o un'ischemia, non riesce ad auto-ripararsi, per cui i danni subiti risultano irreversibili; le uniche cure ad oggi sono il trapianto di cuore. 
La ricerca nell'ingegneria tissutale ha permesso di riprodurre il tessuto cardiaco tramite l'impiego di cellule staminali, fattori di crescita e biomateriali; diverse, però, sono le difficoltà incontrate a causa delle peculiari caratteristiche delle cellule cardiache. 
Il tessuto cardiaco, infatti, possiede proprietà elettriche e di contrazione, oltre ad essere anisotropo; le proprietà elettriche, in particolare, sono state riprodotte da nanostrutture a base di carbonio (e.g. monostrati di grafene oppure di grafene ossidato) e nanoparticelle in oro. Attualmente, è stato dimostrato, sulla base di esperimenti condotti su ratti di laboratorio, che cardiomiociti cresciuti in scaffold arricchiti da nanotubi di carbonio evidenziano un aumento di sincronia durante il battito; oltre a ciò, la proliferazione e maturazione delle cellule risulta essere migliorata. Altri studi dimostrano la capacità dei CNTs di influenzare cellule staminali mesenchimatiche a differenziarsi in cellule cardiache.
Una novità per riparare il tessuto cardiaco danneggiato è rappresentata dall'utilizzo dei nanotubi a rosetta per ricoprire stent migliorando l'adesione cellulare sull'impianto.

## Tessuti artificiali e naturali
I tessuti artificiali ricreati o riparati (e.g. ossa, cartilagine, pelle, muscoli, vasi sanguigni, vescica…) risultano avere proprietà meccaniche e strutturali inferiori rispetto a quelle dei tessuti naturali; questo, assieme ad una bassa velocità di vascolarizzazione (i.e. velocità del processo di formazione di nuovi vasi sanguigni), risulta essere uno degli ostacoli più grandi riguardante la produzione di tessuti artificiali; attualmente si è in grado di ricreare (in vitro o in vivo) solamente tessuti strutturalmente sottili e relativamente semplici come la pelle, le cartilagini e la vescica.
Queste differenze tra tessuti artificiali e naturali possono essere imputabili ai nanomateriali e nanocompositi polimerici impiegati e alla struttura interna del tessuto artificiale; un progresso in tale settore può essere raggiunto ingegnerizzando le matrici extracellulari e promuovendo una rapida formazione dell'ambiente cellulare.
La maggiore sfida in questo campo risulta essere, infatti, la creazione di tessuti tridimensionali (la cui condizione necessaria per la durabilità è un elevato ordine interno a livello nano e micrometrico) avente funzionalità sempre più complesse, con una maggiore stabilità funzionale e biomeccanica.
La vascolarizzazione o angiogenesi è fattore fondamentale nella progettazione di tessuti artificiali; infatti la crescita di nuovi vasi sanguigni risulta essenziale per il rifornimento di ossigeno e sostanze nutritive alle cellule del tessuto in formazione, favorendone la crescita e la rigenerazione.
Una bassa vascolarizzazione dei tessuti artificiali può comportare, inoltre, un accumulo di prodotti di scarto che possono provocare disturbi locali temporanei.
Un aumento della vascolarizzazione può essere ottenuto grazie ad un rilascio controllato e localizzato dei fattori angiogenetici (e.g. fattori di crescita vascolare endoteliari, fattori di crescita fibroblastica…) dagli scaffold, sfruttando varie nanotecnologie:
- nanoparticelle target (opportunamente modificate con specifici ligandi cellulari o molecole di segnalazione: signaling molecules) fatte aderire sulla superficie dello scaffold[23];

- nanotubi in carbonio funzionalizzati che permettono un controllo della produzione e del trasporto dei vari fattori di crescita alle cellule[3].

I recenti sviluppi e progressi nell'ambito dei biomateriali, delle cellule staminali, dei fattori di crescita e differenziazione e della biomimetica hanno permesso il successo dell'ingegneria tissutale nello sviluppo di tessuti che combinano matrici extracellulari ingegnerizzate (i.e. scaffolds), cellule e molecole biologicamente attive; ponendo le basi per un effettivo “rimpiazzo” di parti umane.

### Proprietà dello scaffold e influenza dei nanomateriali sulle proprietà finali
Un fattore determinante per il successo dell'ingegneria tissutale nella riparazione e sintesi di tessuti e organi risulta essere la corretta progettazione dello scaffold; dal momento che deve rimpiazzare la matrice extracellulare naturale, lo scaffold dovrà influire correttamente sulle proprietà biomeccaniche, biochimiche e biologiche del tessuto e delle cellule.
In particolare dovrà soddisfare i seguenti requisiti:
- possedere un grado di porosità tale che gli interstizi o pori abbiano un'adeguata dimensione e costituiscano un reticolo percolativo che favorisca la crescita e disposizione cellulare, l'apporto di sostanze nutritive e lo smaltimento dei prodotti metabolici[4];

- le fibre che costituiscono lo scaffold siano biocompatibili, non tossiche e bioriassorbibili, con una velocità di riassorbimento e degradazione compatibile con quella di formazione del nuovo tessuto[4], in modo tale che al termine del processo di sintesi il tessuto sia costituito unicamente da materiale biologico;

- avere un'alta area superficiale[4] e adeguate proprietà fisico-chimiche superficiali (e.g. topografia, carica superficiale, adsorbimento e rilascio di proteine)[24] tali da favorire l'adesione, la crescita, la proliferazione, la differenziazione e la migrazione cellulare grazie a corrette interazioni cellula – scaffold[25];

- imprimere al tessuto sintetico proprietà meccaniche simili al tessuto naturale che si vuole rimpiazzare, in modo tale da favorire un suo corretto funzionamento con i tessuti circostanti una volta innestato in vivo; sopportando, perciò, i carichi e stress fisiologici cui sarà soggetto ed evitando l'insorgere di zone di accumulo di stress residuo all'interfaccia tra il tessuto sintetico e l'ambiente circostante che possono portare ad un degrado o rottura accelerata del tessuto artificiale o di quelli circostanti (si pensi, ad esempio, all'innesto di protesi nel tessuto osseo);

- mantenere adeguate proprietà meccaniche per assicurare l'integrità strutturale del tessuto[25] e l'architettura cellulare, soprattutto durante la sua fase di degradazione.

Nei tessuti naturali l'architettura cellulare (i.e. l'orientazione tridimensionale delle cellule che definisce la forma del tessuto), e di conseguenza le proprietà biomeccaniche, è garantita dalle dimensioni nanometriche delle proteine strutturali dell'ECM (avente un diametro di 50-500 nm), le quali sono 1 o 2 ordini di grandezza inferiori alle dimensioni cellulari; ciò permette alle cellule un contatto diretto con il maggior numero di fibre possibili.
Dal momento che uno dei fattori determinanti per il successo dello scaffold nella sintesi di tessuti artificiali è quella di ottenere proprietà analoghe a quelle del tessuto naturale che si vuole sostituire, risulta fondamentale riuscire a produrre fibre sintetiche avente diametri nanometrici.
Le tecniche convenzionali di processing (i.e. lavorazione) dei polimeri non sono in grado di ottenere filati avente diametri inferiori a 10 µm; perciò sono state sviluppate tecniche innovative (campo di ricerca tuttora in forte sviluppo) per ottenere fibre nanometriche che permettano di simulare efficacemente la geometria dell'ECM.
Le proprietà biomeccaniche del tessuto, oltre a dipendere dalle dimensioni nanometriche delle fibre dello scaffold, dipendono da una disposizione tridimensionale ordinata ed organizzata delle cellule, che può essere raggiunta grazie all'impiego di nanograte che fungono da substrato per la coltura cellulare o di scaffold con un forte grado di allineamento delle nanofibre.
È stato dimostrato che l'allineamento delle nanofibre influenza l'allineamento e l'elongazione delle cellule, guidando una crescita cellulare avente la desiderata anisotropia; inoltre, permette un'infiltrazione cellulare più efficiente in quanto i pori, avendo una maggiore dimensione, vanno a formare un reticolo percolativo più ordinato e organizzato.
Il controllo della dimensione dei pori e della porosità dello scaffold permette, oltre a un miglioramento della proliferazione cellulare e della vascolarizzazione, un controllo sulle proprietà meccaniche dello scaffold e quindi del tessuto finale.
Risulta, perciò, fondamentale ottenere valori ottimali di porosità e dimensione dei pori; infatti, se un'alta porosità e dimensione dei pori aumenta la vascolarizzazione e facilita l'adesione e la crescita cellulare, per contro le proprietà meccaniche dello scaffold risultano essere insufficienti a causa di un valore eccessivo di vuoto interno.
Un scaffold, invece, con una porosità troppo bassa comporterebbe delle proprietà meccaniche elevate a scapito di un'insufficiente vascolarizzazione, crescita e migrazione cellulare (con una conseguente insufficiente organizzazione tridimensionale).
In base al tessuto che si vuole riprodurre, ci sarà dunque un valore ottimale di porosità che si dovrà ottenere in fase di sintesi dello scaffold; soluzione del problema che può essere facilitata impiegando, ad esempio, nanofibre con opportuna resistenza meccanica intrinseca.

### Sintesi di tessuti tridimensionali e tecniche di fabbricazione degli scaffold
Il processo di sintesi di un tessuto (in particolare quello osseo e cartilagineo) può suddiviso in sei fasi:
1. fabbricazione di uno scaffold bioriassorbibile;
2. inseminazione delle cellule nello scaffold polimerico in condizioni statiche su una piastra di Petri;
3. crescita di un pre-tessuto in coltura dinamica con una beuta rotante (spinner flask);
4. crescita del tessuto maturo in ambiente fisiologico (con un bioreattore);
5. trapianto chirurgico;
6. assimilazione e rimodellamento del tessuto artificiale da parte dell'organismo ospitante.

Per un successo nell'impiego clinico dei tessuti sintetici tridimensionali, risulta importante che durante tutta la fase di sintesi del tessuto lo scaffold sia esposto ad una quantità sufficiente del mezzo di coltura; i bioreattori con controllo computerizzato permettono un rifornimento continuo delle sostanze nutrienti, uno scambio gassoso, l'eliminazione dei prodotti di scarto ed un controllo del microambiente biochimico ed idrodinamico che imita le condizioni del fluido interstiziale nel tessuto naturale.
La creazione di un letto vascolarizzato permette, quindi, la sopravvivenza, la crescita e la rigenerazione cellulare.
Esistono due strategie nella sintesi di tessuti artificiali: nella prima lo scaffold è progettato per sostenere meccanicamente le cellule e il materiale biologico fino a quando il tessuto non viene trapiantato e rimodellato dal tessuto circostante; nella seconda, invece, viene progettato in modo tale da mantenere le proprietà meccaniche fino a quando il pre-tessuto viene posto nel bioreattore, ovvero fino a quando il tessuto ingegnerizzato non abbia sufficiente integrità meccanica da autosostenersi.
Come è stato precedentemente spiegato, uno degli obiettivi della sintesi di tessuti artificiali (che risulta fattore determinante per il suo successo) è quello di sviluppare scaffold che imitino le proprietà chimiche, fisiche, meccaniche e strutturali del tessuto naturale che si vuole sostituire (nella fattispecie dell'ECM); per ottenere ciò risulta fondamentale riuscire a produrre fibre sintetiche avente diametri nanometrici, con la corretta orientazione e disposizione delle fibre e dimensione dei pori.
Attualmente, nella rigenerazione di tessuti di vario tipo (sia in vitro che in vivo), l'utilizzo di impalcature in nanofibre (nanofibrous scaffolds) e nanocompositi risulta essere la tecnica maggiormente impiegata per ottenere tessuti tridimensionali sufficientemente organizzati, grazie alla loro somiglianza strutturale con l'ECM originaria; questa tecnica, però, spesso non permette di ottenere strutture 3D adeguatamente organizzate con dimensioni dei pori e proprietà meccaniche del tessuto finale adeguate.
L'impiego di nanofibre costituite da polimeri biocompatibili, non tossici e bioriassorbibili, permetterebbe di ottenere strutture reticolari avente un'appropriata dimensione dei pori e interconnettività tra le fibre; ciò favorirebbe l'adesione, la crescita, la disposizione, la proliferazione, la differenziazione e la migrazione cellulare, nonché l'apporto di sostanze nutritive e lo smaltimento dei prodotti metabolici.
Per aumentare determinate funzionalità dello scaffold (e.g. proprietà meccaniche, adesione e crescita cellulare…) sono spesso applicate delle modifiche di bulk (e.g. copolimerizzazione, aggiunta di gruppi funzionali alle catene polimeriche prima della fabbricazione dello scaffold che modificano le proprietà meccaniche e di processing del polimero) o superficiali (adottate successivamente alla produzione dello stesso).
Inoltre possono essere utilizzati nanomateriali come additivi alla matrice polimerica, quali:
- polimeri funzionali: polimeri elettricamente conduttivi vengono impiegati nella riparazione di tessuti neurali e nella stimolazione dei neuroni[13];

- idrossiapatite: impiegata nell'ingegneria osseo-tissutale come nanoparticelle miscelate a polimeri sintetici o naturali (e.g. collagene) in quanto imita la dimensione dei cristalli minerali nelle ossa e negli altri tessuti mineralizzati[25];

- nanoparticelle metalliche e nano-materiali a base di carbonio[13].

La produzione di scaffold in nanofibre è resa attualmente possibile da tre differenti tecniche di nanofabbricazione:
- self-assembly (auto-assemblaggio);
- phase separation (separazione di fase);
- elettrospinnig[26].

#### Self-assembly
La tecnica del self-assembly sfrutta l'organizzazione spontanea e autonoma dei singoli componenti in strutture ordinate e stabili senza l'intervento umano grazie alla formazione di legami non-covalenti; simulando, perciò, il naturale processo di assemblaggio dell'ECM.
Questa tecnica, pur permettendo la produzione di nanofibre avente diametri dimensionalmente consistenti con i corrispettivi naturali, è difficilmente applicabile su scala industriale causa la complessità della procedura e la bassa produttività.

#### Phase separation
La separazione di fase è un processo termodinamico dove un sistema omogeneo multi-componente genera fasi multiple per abbassare l'energia libera del sistema.
Nel caso specifico di soluzioni polimeriche si genera una fase ricca di polimero ed una ricca di solvente (povera di polimero), grazie ad un'attivazione termica o con l'aggiunta di un non-solvente; la separazione di fase porta alla formazione di un gel cui viene aggiunta acqua per estrarre la fase ricca di solvente.
In seguito il gel viene raffreddato al di sotto della temperatura di transizione vetrosa del polimero e liofilizzato sottovuoto (processo di freeze-drying); questa fase permette la sublimazione dell'acqua contenuta all'interno del gel formando una schiuma polimerica i cui vuoti corrispondono alla fase ricca di solvente estratta.
Questo processo produttivo permette la sintesi di un network fibroso percolativo che si traduce in membrane polimeriche porose e scaffold con strutture simili ad una spugna.
È possibile controllare la dimensione dei pori e l'interconnetività delle fibre variando la concentrazione, la dimensione e la geometria degli agenti porogeni aggiunti nella soluzione polimerica durante il processo di separazione di fase (e.g. zucchero, sale inorganico, sfere in paraffina…).
Una limitazione a questa tecnica è dovuta al ristretto numero di polimeri processabili ed al fatto che è limitata, come il precedente processo di self-assembly, alla scala di laboratorio.

#### Elettrospinning
L'elettrospinning è una tecnica molto semplice e pratica che permette di sintetizzare strutture fibrose tridimensionali complesse con un controllo sull'allineamento delle fibre; tale semplicità l'ha resa attualmente l'unica tecnica di processing di nanofibre applicabile su scala industriale nella produzione di massa.
Lo scaffold prodotto con questa tecnica presenta un'architettura simile a quella delle proteine strutturali che costituisco l'ECM, con nanofibre caratterizzate da un'alta area specifica e rapporto d'aspetto tali da aumentare l'area di contatto e quindi l'adesione di cellule, ligandi, fattori di crescita e altre biomolecole; inoltre è possibile regolarne la porosità, la forma e le dimensioni nonché ottenere le desiderate proprietà e funzionalità modificandone la composizione.
Per i motivi sopracitati, gli scaffold in nanofibra prodotti tramite elettrospinning possiedono una potenziale applicazione in molti settori biomedici (e.g. ingegneria tissutale, sutura di ferite, immobilizzazione di enzimi e trasporto di farmaci).
Uno dei limiti dell'elettrospinning è la bassa velocità di infiltrazione cellulare dovuta alle piccole dimensioni dei pori dello scaffold in rapporto alle dimensioni medie delle cellule (spesso comparabili), la quale provoca un ritardo nella crescita del tessuto.
Un sistema di elettrospinning è in genere costituito dai seguenti componenti principali: una sorgente di potenza ad alto voltaggio, una pompa a siringa (syringe pump), una siringa, una filiera (e.g. punta di pipetta, ago…), un dispositivo di raccolta con messa a terra (di solito uno schermo metallico, un piatto o un mandrino rotante).
Il processo consta dei seguenti passaggi:
- si carica la soluzione polimerica nella siringa che va ad alimentare la filiera (di solito un ago);
- tramite la sorgente di potenza si genera un campo elettrico tra il dispositivo di raccolta ed il capillare caricato positivamente contenente la soluzione polimerica[26];
- sotto l'applicazione del campo elettrico esterno si forma sulla punta dell'ago una goccia conica (o cono di Taylor[24]) per effetto dell'equilibrio tra la tensione superficiale ed il campo elettrico[27];
- quando il campo elettrico applicato (e quindi la forza elettrostatica) supera la tensione superficiale della goccia, il cono di Taylor subisce un'elongazione fino ad emettere un sottile getto polimerico diretto verso il dispositivo di raccolta[27];
- la grande velocità che raggiunge il getto permette al solvente, durante la sua propagazione, di evaporare gradualmente[24];
- il getto fluido viene raccolto in forma di reticolo (mesh) di fibre polimeriche dal dispositivo di raccolta grazie alla differenza di potenziale tra questo e la filiera[24].

La tecnica di elettrospinning permette la produzione di fibre polimeriche continue avente diametri tra i nanometri e i micrometri (dipendenti dai parametri di processing impiegati) che possono essere raccolte a formare un reticolo, o scaffold, di fibre non intrecciate con orientazione random o controllata, con una grande area specifica e piccole dimensioni dei pori (dell'ordine dei µm).
Dal momento che lo scaffold prodotto dovrà imitare l'ECM dello specifico tessuto naturale che si intende replicare, sia da un punto di vista strutturale che delle proprietà meccaniche, chimiche fisiche e biologiche, occorre modificare e controllare diversi parametri sia in fase progettuale (scelta ottimale dei materiali) che di produzione e post-produzione.
La possibilità di processare un ampio numero di polimeri con la tecnica dell'elettrospinning permette di modificare le proprietà meccaniche, fisiche, biologiche e di degradazione dello scaffold scegliendo opportunamente i materiali da impiegare nella fabbricazione delle nanofibre; le proprietà finali desiderate sono ottenute tramite processi di copolimerizzazione e blending polimerico che combinano tra loro differenti omopolimeri, copolimeri o blend naturali e sintetici quali, ad esempio:
- acido poliglicolico (PGA);
- acido polilattico (PLA);
- polidiossanone (PDO);
- policaprolattone (PCL);
- blend e copolimeri in PGA e PLA;
- blend in PGA e PCL, PLA e PCL, PDO e PCL;
- elastina;
- collagene[26].

In fase di produzione diversi parametri di processing possono essere modificati per controllare e affinare le caratteristiche e le funzionalità dello scaffold prodotto:
- concentrazione e viscosità della soluzione polimerica: influiscono sul diametro delle fibre (e.g. all'aumentare della concentrazione aumenta il diametro)[26];
- geometria del dispositivo di raccolta: una sua variazione modifica la dimensione e la forma dello scaffold[26];
- volume processato: un suo aumento comporta un aumento dello spessore dello scaffold[26];
- velocità di rotazione del dispositivo di raccolta (di solito un disco o un cilindro rotante): permette di controllare l'allineamento delle fibre → alte velocità di rotazione comportano un allineamento delle fibre in direzione parallela alla direzione di rotazione ma possono generare una discontinuità nelle fibre, causando, inoltre, una diminuzione del diametro[24]; basse velocità generano, invece, una loro deposizione random sul dispositivo di raccolta[26].

Altri parametri che controllano lo spessore delle fibre e la loro morfologia sono: elasticità, conduttività e tensione superficiale della soluzione, intensità del campo elettrico, distanza tra la filiera e il dispositivo di raccolta, temperatura e umidità.
Infine modifiche chimico-fisiche in fase di post-produzione permettono di ottenere scaffold con un'anisotropia e porosità controllata e funzionalità adattate alla specifica applicazione.
Sono state sviluppate diverse tecniche di elettrospinning per poter ottenere specifiche proprietà e funzionalità delle nanofibre prodotte:
- multilayered elettrospinning: impiegato per produrre scaffold nella rigenerazione ossea;
- core-shelled elettrospinning;
- two-phase elettrospinning;
- blowing-assisted elettrospinning;
- mixing elettrospinning: permette, come la tecnica multilayered, di fabbricare scaffold costituiti da differenti polimeri.

| tecnica di fabbricazione | applicazione            | processing | vantaggi | limitazioni |
| ------------------------ | ----------------------- | ---------- | --- | --- |
| self-assembly            | laboratorio             | difficile  | - genera nanofibre con i diametri minori (5-8 nm) | - si possono produrre solamente fibre con lunghezza < 1µm - bassa resa - la matrice viene fabbricata direttamente - limitata a pochi polimeri        |
| phase separation         | laboratorio             | facile     | - possibilità di adattare le proprietà meccaniche, le dimensioni dei pori e l’interconnettività - coerenza tra lotti differenti di produzione                                                                                   | - bassa resa - la matrice viene fabbricata direttamente - limitata a pochi polimeri                                                                  |
| elettrospinning          | laboratorio/industriale | facile     | - costo - possibilità di produrre nanofibre lunghe e continue - possibilità di produrre nanofibre allineate - possibilità di adattare le proprietà meccaniche, le dimensioni e la forma - ampio numero di polimeri processabili | - diametro delle fibre prodotte da centinaia di nanometri a micron - impiego di solventi organici - assenza di controllo sulla struttura 3D dei pori |

## Applicazioni
Tra le varie applicazioni dell'ingegneria tissutale si ricordano:
- sostituzione e riparazione di tessuti biologici:
  - tessuto vescicale;
  - tessuto epiteliale;
  - tessuto nervoso;
  - tessuto cardiaco;
- costruzione di impalcature cellulari;
- substrati per la coltura cellulare: influenzano la crescita delle cellule[14];
- substrati costituiti da nanocompositi polimero – vetro bioattivo per la riparazione di difetti ossei: inducono la formazione di tessuto osseo legandosi contemporaneamente ai tessuti circostanti, permettendo il fissaggio, ad esempio, di protesi[14].